# برنار ديستريمو
برنار ديستريمو (بالفرنسية: Bernard Destremau)‏ مواليد 11 فبراير 1917 في باريس - الوفاة 06 يونيو 2002، كان لاعب كرة مضرب فرنسي بدأ مسيرته كمحترف سنة 1934 وكان يلعب باليد اليمنى، اعتزل اللعب في 1963. كما أنه أحد أبطال الجراند سلام.

## النهائيات

### الزوجي: الألقاب 1
| النتيجة | السنة | البطولة          | الشريك     | المنافس في النهائي | النتيجة في النهائي |
| الفوز   | 1938  | البطولة الفرنسية | إيفون بترا | دون بادج جين ماكو  | 3–6, 6–3, 9–7, 6–1 |

## روابط خارجية
- برنار ديستريمو على موقع مونزينجر (الألمانية)
- برنار ديستريمو على موقع رابطة محترفي التنس (الإنجليزية)
- برنار ديستريمو على موقع الاتحاد الدولي لكرة المضرب (الإنجليزية)
- برنار ديستريمو على موقع كأس ديفيز (الإنجليزية)
- برنار ديستريمو على موقع خلاصة التنس.كوم (الإنجليزية)